# Edzardo I della Frisia orientale
Edzardo I della Frisia orientale (Greetsiel, 1461 – Emden, 14 febbraio 1528), detto il Grande, fu conte della Frisia orientale dal 1491 alla propria morte.

## Biografia
Edzardo era figlio di Ulrico I della Frisia orientale e di Theda Ukena e succedette al suo fratello maggiore Enno nel 1492.
Dopo essere tornato da un pellegrinaggio a Gerusalemme nel 1492, egli prese il possesso del trono paterno assieme alla madre Theda. Dopo la morte della madre nel 1494, egli governò col fratello Uko.
Il governo di Edzardo fu caratterizzato da un approccio energico contro i suoi oppositori, in particolare scontrandosi con Hero Oomkens di Harlingerland e Edo Wiemken di Jever, che egli presto riuscì a sottomettere. Egli fu anche un propugnatore della riforma protestante nei suoi territori quando essa iniziò a diffondersi, riformando di conseguenza le leggi, il conio monetale e introducendo il diritto di primogenitura nella propria casata, la casata dei Cirksena.
La sua politica estera lo portò alla Guerra dei Tre anni (1514–1517) contro il duca Giorgio di Sassonia, la quale si svolse perlopiù in territorio frisiano e come tale questo causò grandi distruzioni in tutti i suoi domini. La città di Aurich, ad esempio, venne rasa al suolo da un rovinoso incendio che divampò in tutto l'abitato. Nel 1514 il duca Giorgio di Sassonia era stato nominato statolder di tutti i territori frisiani dall'imperatore Massimiliano I d'Asburgo. Questo fatto non venne accettato dalla città di Groninga ed Edzardo colse immediatamente l'occasione per espandere la propria influenza anche al di fuori dei propri confini. Egli si dichiarò protettore della città e Groninga lo accettò come proprio signore nel 1506. Questo fatto provocò l'indignazione dell'Imperatore e come risposta 24 duchi tedeschi invasero la Frisia devastando ulteriormente la regione. Edzardo venne dichiarato fuorilegge dalla dieta imperiale.
Nel 1518 Edzardo nominò come suo precettore l'umanista Giorgio Aportano fervente sostenitore del luteranesimo.
I rapporti con l'Impero poterono riprendere solo a partire dal 1519 quando, con l'ascesa di Carlo V, Edzardo poté fare ritorno al trono.
Edzardo I morì a Emden il 14 febbraio 1528. Aveva sposato Elisabetta di Rietberg.